# Lijst van burgemeesters van Ruwiel
Dit is een lijst van burgemeesters van de voormalige Nederlandse gemeente Ruwiel tot die gemeente samen met Loenersloot in 1964 opging in de gemeente Breukelen.
| Ambtsperiode | Naam burgemeester                                | Partij of stroming | Bijzonderheden |
| ------------ | ------------------------------------------------ | ------------------ | --- |
| 1819 - 1850  | Jan Pieter Christiaan baron van Reede van Ter Aa |                    | tot 1825 schout |
| 1850 - 1852  | Jan van den Andel                                |                    | tevens burgemeester van Vreeland, Nigtevecht en Loenersloot, eerder burgemeester van Breukelen-Sint Pieters, Tienhoven (Utr) en Portengen                                                                           |
| 1852 - 1855  | Joan Vlug                                        |                    | tevens burgemeester van Breukelen-Nijenrode (1839-1855), Breukelen-Sint Pieters (1850-1855), Tienhoven (1850-1855) en Portengen (1850-1855)                                                                         |
| 1855 - 1862  | Jhr. mr. Jacob Philip Albert Leonard Ram         |                    | tevens burgemeester van Breukelen-Nijenrode, Breukelen-Sint Pieters, Tienhoven (alle drie 1855-1862) en Portengen (1855-1857)                                                                                       |
| 1862 - 1869  | Jan Pieter Christiaan baron van Reede van Ter Aa |                    | zoon van J.P.Chr. baron van Reede van Ter Aa; tevens burgemeester van Loenen (1854-1869) en Loenersloot (1854-1869)                                                                                                 |
| 1869 - 1871  | Abraham Matthias Cornelis van Bommel             |                    | tevens burgemeester van Loenen (1869-1871) en Loenersloot (1869-1871), eerder burgemeester van Cothen en Langbroek                                                                                                  |
| 1871 - 1872  | Arnout Cornelis Theodore Gevers Leuven           |                    | tevens burgemeester van Loenen (1871-1872) en Loenersloot (1871-1872), later burgemeester van Doesburg |
| 1872 - 1886  | Johannes Adrianus van Hengst                     |                    | tevens burgemeester van Loenen (1872-1886) en Loenersloot (1872-1886), eerder burgemeester van IJsselstein |
| 1886 - 1909  | Willem Isaäc Doude van Troostwijk                |                    | tevens burgemeester van Loenen (1886-1909) en Loenersloot (1886-1909) |
| 1909 - 1916  | Mr. H.J. Doude van Troostwijk                    |                    | zoon van zijn voorganger; tevens burgemeester van Loenersloot (1909-1916) |
| 1916 - 1929  | Mr. Arent Mijndert Albert baron van Boetzelaer   |                    | tevens burgemeester van Loenersloot (1916-1929) |
| 1929 - 1946  | Johan Jacob Govert Vor der Hake                  |                    | tevens burgemeester van Loenersloot (1929-1946) |
| 1946 - 1964  | Mr. Willem Isaäc Doude van Troostwijk            |                    | zoon van mr. H.J. Doude van Troostwijk; vanaf 1959 waarnemend, tevens (waarnemend) burgemeester van Loenen (1934-1945, 1945-1964) en Loenersloot (1946-1964), eerder burgemeester van Nederhorst den Berg en Maurik |